# Abylaikhan Zhubanazar
Abylaikhan Zhubanazar (5 de fevereiro de 2000) é um judoca cazaque. Competiu nos Jogos Olímpicos de Verão de 2024 em Paris na categoria até 81Kg. Foi eliminado na segunda fase pelo húngaro Attila Ungvári.
Ganhou uma medalha de prata no Grand Slam de 2023 em Tbilisi e garantiu o bronze no Grand Slam de Ulaanbaatar no mesmo ano. Ganhou o bronze no Grand Slam de Dushanbe em 2024. Ganhou o bronze no Grand Slam Qazaqstan Barysy em 2024.